# Hehe
Gli hehe (al plurale wahehe) sono un gruppo etnico-linguistico correlato agli Ngoni e ai Bena. Sono presenti soprattutto nella Regione di Iringa, in Tanzania, che corrisponde alla Uhehe ("terra degli hehe") storica. La lingua hehe appartiene al gruppo bantu. 
Secondo il censimento del 1957, gli Hehe ammontavano a 250 000 ed erano l'ottavo gruppo etnico in Tanganica. Al 1994 secondo Ethnologue la popolazione dei parlanti la lingua hehe era intorno alle 750.000 persone.

## Storia
Le origini del popolo hehe non sono note. In epoca immediatamente precoloniale (ovvero al tempo dei primi contatti con i missionari e gli esploratori europei), gli hehe si erano stabiliti solo da poche generazioni in Uhehe ("la terra degli hehe", ovvero gli altopiani della Tanzania sudoccidentale, a nordest del lago Malawi). Vivevano principalmente di agricoltura, occasionalmente allevando vacche e capre. Erano organizzati in piccoli chiefdom (comunità con un capo locale) ciascuno composto da poche migliaia di persone.

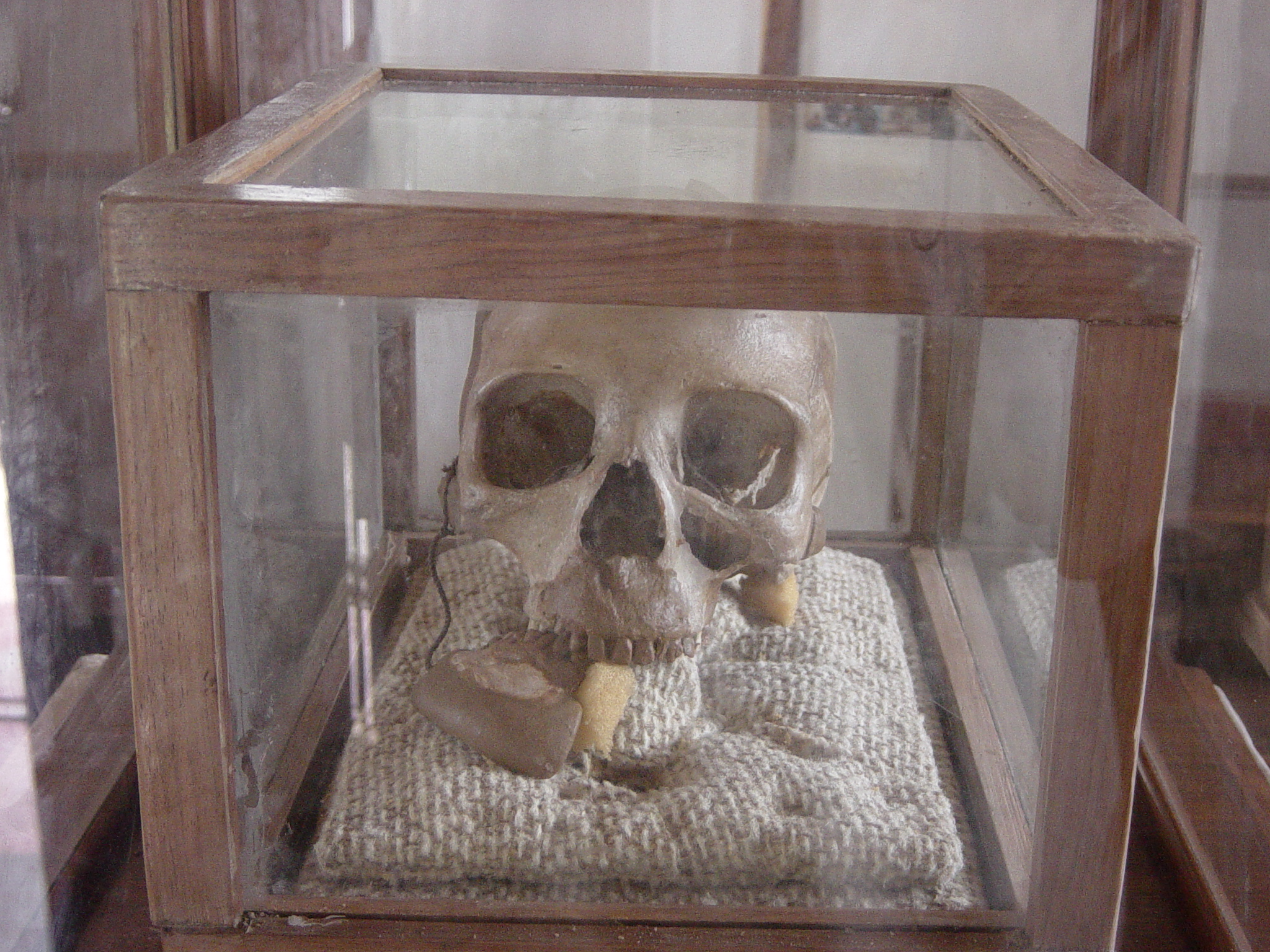
Il teschio di Mkwawa, Mkwawa Memorial Museum, Iringa

Intorno al quarto decennio del XIX secolo opposero un'agguerrita resistenza agli invasori Ngoni provenienti dal Mozambico. Nello stesso periodo i domini furono unificati in un unico regno dal capo Munyigumba del dominio di Nguruhe, fondatore della dinastia Muyinga, che si impose attraverso matrimoni politici e vittorie militari (soprattutto ai danni dei Sangu). Alla sua morte (nel 1878 o 1879), uno schiavo Nyamwezi di nome Mwumbambe uccise il fratello del re defunto e tentò di usurpare il trono. Mwumbambe fu a sua volta ucciso da Mtwa Mkwawa, figlio di Munyigumba, che succedette quindi al padre.
Mkwawa estese ulteriormente i domini del suo regno, governandolo in modo spietato e crudele e guadagnandosi il soprannome onorifico di "stagione della follia". Sotto il suo comando, gli hehe giunsero a controllare le vie carovaniere settentrionali, e a minacciare tutte le popolazioni confinanti (Gogo, Kaguru, Sunga). In questo periodo la società hehe era fortemente militarizzata, e la guerra era la principale occupazione di tutti i maschi. Nella capitale del regno, Iringa, i giovani venivano addestrati all'uso della lancia e alle tattiche di combattimento. Intorno agli anni 1890, Mkawa disponeva di un esercito di 2000-3000 uomini, con oltre 20.000 altri uomini che potevano essere velocemente mobilitati all'occorrenza.
I villaggi conquistati venivano brutalmente soggiogati piuttosto che assimilati. Le donne straniere catturate in battaglia diventavano proprietà di hehe di alto rango, ed erano impiegate per il lavoro nei campi, il trasporto di acqua e materiali da costruzione, e altri lavori pesanti. 
L'espansione degli hehe verso nord avvenne nello stesso periodo in cui i tedeschi stavano penetrando dalla parte costiera dell'Africa Orientale Tedesca verso l'entroterra, per creare una rotta commerciale fra l'Oceano Indiano e Tabora. Hehe e tedeschi quindi entrarono rapidamente in contatto e in conflitto. Come parte di questo conflitto indiretto, gli hehe attaccavano e distruggevano sistematicamente le comunità indigene che dimostravano di aver accettato l'autorità tedesca. 
I tedeschi cercarono inizialmente di negoziare, senza successo. Gli hehe combatterono duramente contro le Schutztruppe tedesche e gli askari al loro seguito. I primi scontri diretti si risolsero in favore degli hehe, al punto che Julius von Soden, governatore della colonia tedesca, dovette sospendere tutte le spedizioni nell'entroterra. Si è ipotizzato che in questo periodo sia entrato in uso il nome "hehe", che potrebbe derivare dal grido di battaglia dell'esercito di Mkwawa, hee twahumite, hee twahumite, he he he hee ("siamo arrivati"). 
Il successore di von Soden, Freiherr von Schele, tentò nuovi negoziati, ma anch'egli senza successo. Nel 1894, le forze armate tedesche scatenarono una nuova offensiva e riuscirono a prendere la capitale Iringa. Questo tuttavia non fermò Mkwawa, che continuò a combattere strenuamente contro i tedeschi. Nel 1896 alcune comunità hehe si arresero ai colonizzatori, e Mkwawa venne a trovarsi progressivamente isolato, ma continuò a razziare gli avamposti tedeschi e dar luogo ad azioni di guerriglia nelle campagne. 
Nel luglio del 1898 l'esercito tedesco riuscì finalmente a mettere in trappola Mkwawa, che scelse di suicidarsi piuttosto che farsi prendere prigioniero. La sua testa venne inviata a Berlino come prova della sconfitta definitiva degli hehe. In seguito, la vicenda degli hehe divenne così celebre in Europa che la restituzione della testa di Mkwawa agli hehe venne inclusa come condizione nel Trattato di Versailles del 1919 (la restituzione ebbe effettivamente luogo, ma solo nel 1954). 
Nonostante la sconfitta e l'accettazione di fatto dell'autorità tedesca, gli hehe rimasero un popolo orgoglioso, refrattario nei confronti della cultura dei colonizzatori, e difficile da gestire per i governatori che seguirono von Schele. Ciononostante, essi non presero parte a nessuna delle rivolte della storia coloniale della Tanzania, nemmeno a quella dei Maji Maji.

## Cultura e società
Nella società tradizionale hehe, i bambini ricevevano dal padre il soprannome e il vincolo di non mangiare un certo tipo di cibo. Non erano ammessi matrimoni fra persone dotate dello stesso soprannome e dello stesso cibo proibito, e neppure fra consanguinei per via matrilinea. Era invece comune il matrimonio fra cugini. Il pretendente doveva pagare la famiglia della sposa, e questo pagamento doveva in genere comprendere almeno due mucche e un bue. Il divorzio era ammesso; il marito prendeva con sé tutti i figli svezzati, ma riceveva indietro il prezzo pagato per la sposa.
La società hehe aveva un rudimentario ma efficace sistema giudiziario, con diversi tipi di pena previsti per differenti reati; le pene potevano essere pecuniarie, fisiche (mai molto severe), e in alcuni casi potevano essere emesse sentenze di morte o di espulsione dalla comunità. I capi villaggio fungevano da giudici per i crimini più lievi, mentre quelli più gravi erano giudicati da autorità di livello superiore. La corruzione dei giudici e delle altre autorità era una pratica ammessa e diffusa. I giudici dei vari livelli operavano sempre nel contesto di un processo più o meno formalizzato, e in genere aperto al pubblico (eccetto per i casi più gravi). Due testimoni maschi erano considerati sufficienti per decretare la certezza del reato e comminare la pena; i testimoni di sesso femminile erano tenuti in minor conto, e dovevano essere in numero maggiore (da tre a cinque). I crimini che venivano puniti includevano l'offesa alle autorità, la falsa testimonianza, l'adulterio, l'incesto, lo stupro, l'omicidio e il furto. Anche accettare beni rubati era considerato un crimine punibile.
La società hehe moderna riproduce in parte quella tradizionale. Ai capi dei domini corrispondono autorità locali eletti a livello distrettuale, regionali o nazionali.